# Bisbat de Chiavari
El bisbat de Chiavari (italià: diocesi di Chiavari; llatí: Dioecesis Clavarensis) és una seu de l'Església catòlica, sufragània de l'arquebisbat de Gènova, que pertany a la regió eclesiàstica Ligúria. El 2006 tenia 141.600 batejats d'un total de 142.000 habitants. Actualment està regida pel bisbe Alberto Tanasini.

## Territori

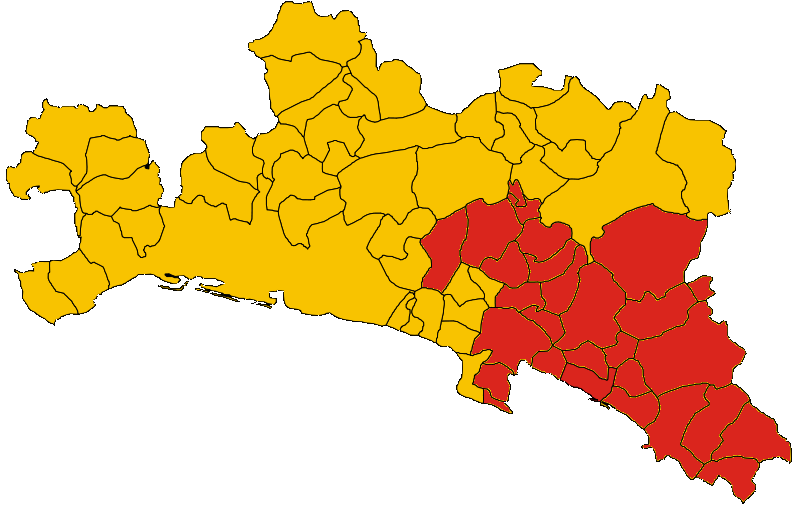
Mapa de la diòcesi

La diòcesi està íntegrament compresa dins dels límits de la província de Gènova, i comprèn els següents municipis: Borzonasca, Carasco, Casarza Ligure, Castiglione Chiavarese, Chiavari, Cicagna, Cogorno, Coreglia Ligure, Favale di Malvaro, Lavagna, Leivi, Lorsica, Lumarzo, Mezzanego, Moconesi, Moneglia, Ne, Neirone, Orero, Portofino, Rapallo, San Colombano Certenoli, Santa Margherita Ligure, Sestri Levante i Zoagli.
La seu episcopal es troba a la ciutat de Chiavari, on s'alça la catedral de Nostra Signora dell'Orto.
El territori està dividit en 140 parròquies, agrupades en 5 arxiprestats: Rapallo-Santa Margherita Ligure, Chiavari-Lavagna, Cicagna, Sestri Levante i Valle Sturla.

## Història
La diòcesi va ser erigida el 3 de desembre de 1892 amb la butlla Romani Pontifices del Papa Lleó XIII, amb territori desmembrat del desmembrament de les zones de pastura, a l'est de l'arxidiòcesi de Gènova; el territori diocesà inclou de fet l'àrea de Tigullio, la vall de Fontanabuona, la vall Petroni i la vall Sturla. La diòcesi va esdevenir sufragània de l'arxidiòcesi de Gènova. Històricament, però, s'esperava la creació des de feia més de tres segles.
De fet, va ser en 1583 quan el municipi de Chiavari, aprofitant l'elecció per al títol de dux de Gènova pro tempore del chiavarí Gerolamo Chiavari, es va demanar en va a la creació de la diòcesi. Un primer pas es va iniciar en 1610 amb la decisió de l'arquebisbe de Gènova, el cardenal Orazio Spinola, d'establir a la petita ciutat de l'est de Ligúria un càrrec de vicari general, que tenia jurisdicció sobre totes les parròquies de la comarca de Chiavari.
Després de l'annexió de la República de Ligúria pel Primer Imperi Francès, que va ocórrer en 1805 després de la caiguda de la República de Gènova en 1797, la comunitat de Chiavari, en el marc del concordat de 1801 entre Napoleó i el Papa Pius VII, que preveu la creació de la diòcesi en els nous caps de departament (Chiavari va ser nomenada capital del Departament dels Apenins), va fer una nova petició a Roma, però de nou les seves esperances es van esvair.
Des de 1812 el cardenal Giuseppe Spina va nomenar novament un vicari general, Giuseppe Cocchi, arxipreste de la parròquia de Sant Joan Baptista de Chiavari .
Entre 1826 a 1838 Antonio Maria Gianelli va fer de vicari, sent també degà de l'església de San Giovanni Battista i Vicari Forà del Llevant i del Val di Vara, amb 110 parròquies, a l'àrea del Spezzino, llavors encara inclosa l'arxidiòcesi de Gènova i al departament del Llevant.
Una nova petició en va fou presentada a l'arquebisbe de Gènova i el rei de Sardenya Carlo Alberto en 1847.
Després d'haver completat el fons adequat per a la cantina episcopal en 1882, gràcies a l'herència del sacerdot Francesco Bancalari de Chiavari, es va fer una nova sol·licitud a la Santa Seu, que finalment va ser acceptada amb la Butlla de Lleó XIII en 1892. S'invocà a Nostra Signora dell'Orto, apareguda a chiavarès Sebastiano Descalzo el 2 de juliol de 1610, i a la Mare de Déu de Montallegro, apareguda el 2 de juliol de 1557 a John Chichizola al monte Allegro, com patrones de la nova diòcesi. Ambdues ja eren patrones dels diversos capitans de Chiavari i Rapallo durant l'època genovesa.
El Govern va aprovar el reconeixement de la nova diòcesi amb l'exequàtur concedit 7 d'abril de 1895.
Fins a 1896, la diòcesi va tenir com a administrador apostòlic l'arquebisbe de Gènova Tommaso Reggio: a proposta seva en 1893 va ser nomenat el seu auxiliar per la diòcesi de Chiavari Fortunato Vinelli. El mateix Vinelli va ser nomenat el primer bisbe de Chiavari 26 de febrer de 1896.
El 1959, per un decret de la Congregació Consistorial, els límits de la diòcesi es van estendre cap a l'est, amb el pas de les parròquies de la Vall Petroni (Sestri Levante, Casarza Ligure, Castiglione Chiavarese i Moneglia) de la jurisdicció prèvia de la diòcesi de Brugnato.
L'últim canvi en el territori diocesà es remunta a 1989 quan, des la diòcesi de Piacenza-Bobbio van ser agregades les comunitats parroquials de Borzonasca i altres pobles de la vall Sturla.
El Papa Joan Pau II va realitzar la visita apostòlica a la diòcesi de Chiavari, el 18 i 19 de setembre de 1998.

## Cronologia episcopal
- Sede vacante (1892-1896)

- Fortunato Vinelli † (16 de març de 1896 - 26 de desembre de 1910 mort)
- Giovanni Gamberoni † (10 d'abril de 1911 - 22 de març de 1917 nomenat arquebisbe de Vercelli)
- Natale Serafino † (22 de març de 1917 - 4 d'agost de 1917 dimití)
- Amedeo Casabona † (3 novembre 1917 - 6 de març de 1948 mort)
- Francesco Marchesani † (22 d'abril de 1948 - 4 de juliol de 1971 mort)
- Luigi Maverna † (9 de setembre de 1971 - 22 de febrer de 1973 dimití)
- Daniele Ferrari † (22 de febrer de 1973 - 4 d'agost de 1995 jubilat)
- Alberto Maria Careggio (4 d'agost de 1995 - 20 de març de 2004 nomenat bisbe de Ventimiglia-Sanremo)
- Alberto Tanasini, des del 20 de març de 2004

## Missions
Des del 3 d'octubre de 2005, un prevere de la diòcesi de Chiavari i un de la de Savona-Noli estan al servei de l'església cubana a la diòcesi de Santa Clara, a la província de Villa Clara.

## Estadístiques
A finals del 2006, la diòcesi tenia 141.600 batejats sobre una població de 142.000 persones, equivalent al 99,7% del total.

| any  | població | població | població | sacerdots | sacerdots       | sacerdots       | sacerdots             | diaques | religiosos | religiosos | parroquies |
| ---- | -------- | -------- | -------- | --------- | --------------- | --------------- | --------------------- | ------- | ---------- | ---------- | ---------- |
| any  | batejats | total    | %        | total     | clergat secular | clergat regular | batejats por sacerdot | diaques | homes      | dones      |            |
| 1950 | 100.000  | 100.000  | 100,0    | 270       | 230             | 40              | 370                   |         | 48         | 550        | 148        |
| 1959 | 110.000  | 110.000  | 100,0    | 237       | 187             | 50              | 464                   |         | 59         | 610        | 134        |
| 1970 | 137.700  | 137.946  | 99,8     | 216       | 166             | 50              | 637                   |         | 50         | 560        | 136        |
| 1980 | 144.000  | 147.000  | 98,0     | 210       | 158             | 52              | 685                   | 1       | 56         | 545        | 136        |
| 1990 | 142.000  | 145.120  | 97,9     | 192       | 144             | 48              | 739                   | 1       | 54         | 407        | 139        |
| 1999 | 142.400  | 142.850  | 99,7     | 186       | 143             | 43              | 765                   | 3       | 48         | 416        | 139        |
| 2000 | 142.400  | 142.850  | 99,7     | 187       | 144             | 43              | 761                   | 3       | 48         | 340        | 139        |
| 2001 | 141.650  | 142.100  | 99,7     | 181       | 138             | 43              | 782                   | 3       | 48         | 334        | 139        |
| 2002 | 141.500  | 142.000  | 99,6     | 179       | 136             | 43              | 790                   | 4       | 48         | 319        | 140        |
| 2003 | 141.600  | 142.000  | 99,7     | 175       | 135             | 40              | 809                   | 4       | 40         | 314        | 140        |
| 2004 | 141.500  | 142.000  | 99,6     | 162       | 129             | 33              | 873                   | 4       | 33         | 304        | 140        |
| 2006 | 141.600  | 142.000  | 99,7     | 171       | 120             | 51              | 828                   | 4       | 55         | 270        | 140        |